# 娜丁·梅塞施密特
娜丁·梅塞施密特（德語：Nadine Messerschmidt，1993年9月15日—），德国女子射击运动员，2021年欧洲射击锦标赛女子双向飞碟团体金牌得主、2023年欧洲运动会女子双向飞碟铜牌得主。